# Prostitution à Antigua-et-Barbuda
La prostitution à Antigua-et-Barbuda est légale et courante. Les activités connexes telles que la tenue de lupanar et le racolage sont interdites.

## Description du phénomène
L'ONUSIDA estime qu'il y a 755 prostituées sur les îles, la majorité étant des migrantes d'autres pays des Caraïbes. Les migrants ont tendance à se déplacer dans les Caraïbes, sans jamais rester longtemps sur un même territoire. En 2011, la prostitution était en hausse en raison des mauvaises conditions économiques.
Dans la capitale, Saint John's, il y a un quartier chaud dans la rue Popeshead. Le bordel le plus célèbre de la rue était Wendy's. Il avait fonctionné pendant un certain nombre d'années et était un nom familier sur l'île. En 2016, les propriétaires ont été accusés de traite des êtres humains. Une mission de sauvetage a été effectuée dans l'établissement en 2018, à la recherche de victimes de la traite. Le « Jam Dung » voisin a également été ciblé.
L'ONG Health, Hope and HIV Network propose des conseils et des tests de dépistage du VIH et d'autres IST aux professionnel(le)s du sexe. Leur devise est « Créer un changement positif » et l'organisation reçoit un financement gouvernemental.

## Trafic sexuel
Le trafic sexuel est un problème à Antigua-et-Barbuda.
Les trafiquants d'êtres humains exploitent les victimes nationales et étrangères à Antigua-et-Barbuda, et les trafiquants exploitent les victimes d'Antigua-et-Barbuda à l'étranger. Les immigrés avec ou sans papiers de la région des Caraïbes, notamment de la Jamaïque, du Guyana et de la République dominicaine, sont vulnérables au trafic sexuel. Les autorités ont signalé un nombre accru de victimes de la traite dans le cadre d'un trafic à destinations multiples, arrivant à Antigua-et-Barbuda pendant quelques mois avant que leurs trafiquants ne les exploitent dans d'autres pays des Caraïbes tels que Saint-Kitts-et-Nevis et la Barbade. Le trafic sexuel a lieu dans les bars, tavernes et bordels, y compris avec des filles mineures. Il existe des rapports anecdotiques de parents et de soignants soumettant des enfants au trafic sexuel. Il y a eu des rapports faisant état de complicité liée à la traite de la part de policiers, qui ont tendance à recevoir des sanctions administratives au lieu d'être jugés en vertu de la loi sur la traite.
La loi de 2010 sur la prévention de la traite des personnes, qui a été modifiée en 2015 pour attribuer la compétence pour les affaires de traite à la Haute Cour de justice, interdit toutes les formes de traite et prescrit des peines de 20 à 30 ans d'emprisonnement et des amendes de 400 000 à 600 000 Dollars des Caraïbes. Les experts ont noté que le bureau du procureur avait un personnel et des ressources limités et étaient préoccupés par le fait que la police n'effectuait pas de descentes proactives pour découvrir les affaires liées au trafic sexuel. Entre 2010 et 2015, 43 femmes au total ont été signalées à la Direction des affaires de genre comme victimes de la traite.
Le Bureau de surveillance et de lutte contre la traite des personnes du département d'État des États-Unis classe Antigua-et-Barbuda parmi les pays de « niveau 2 ».